# 大西亜玖璃・高尾奏音のあぐのんる〜むらぼ♪
『大西亜玖璃・高尾奏音のあぐのんる〜むらぼ♪』（おおにしあぐり たかおかのんのあぐのんる〜むらぼ）は、2019年10月2日からニコニコチャンネルと連携した形でニコニコ生放送にて配信されているインターネットラジオ番組。パーソナリティは声優の大西亜玖璃、高尾奏音。

## 概要
2019年10月2日よりニコニコチャンネル「セカンドショットちゃんねる」で配信開始された、大西亜玖璃と高尾奏音がパーソナリティを務める映像付きのラジオ番組。
ニコニコチャンネルでは配信直後にアフタートーク、および1週間のタイムシフト期間終了後に完全版のアーカイブが有料会員限定で公開されている。

## 配信時間
- 隔週水曜日 23:00 - 23:30
  - YouTubeの「セカンドショットちゃんねる」でも本編のみ同時配信されており、隔週木曜日14:00に前日に配信した「本放送」のアーカイブを公開。
  - 2024年6月8日から受けたニコニコサービスへのサイバー攻撃の影響により、ニコニコサービス全体が利用できなくなったため、第119回（2024年6月19日配信）よりニコニコ生放送の代替配信はOPENREC.tvとなった。また、ニコニコチャンネル会員向けの完全版アーカイブおよびアフタートークはニコニコサービス復旧後に公開される予定だったが、ニコニコの大規模メンテナンスが長期となったため、期間中の完全版アーカイブとアフタートークはOPENREC.tvに一時的に移行し、OPENRECサブスク限定で公開されていた[3]。第123回（2024年8月14日配信）をもってOPENREC.tvでの代替配信を終え、ニコニコチャンネルサービス再開後の第124回（2024年8月28日配信）よりニコニコ生放送での配信に戻った。

## 主なコーナー
今週の面白い話～！
大西と高尾のどちらかが面白い話をするコーナー。
今週のふつおた～!!!
メールで募集したお便りを読む。
今週のおこっちゃうぞ!!!
視聴者から怒ってほしいことを募集する。1人は怒り、1人はフォローする。
仲良しチャレンジ
2人が協力し、あることにチャレンジする。見事にクリアした場合「あぐのん」ポイントを入手でき、一定数の「あぐのん」ポイントを獲得すれば素敵な差し入れが届く。
今週のじゃんけんぽん！
エンディングで2人が視聴者に向けてじゃんけんをする。

## イベント
あぐのんるーむらぼ番組イベント2022
2022年7月3日に科学技術館サイエンスホールにて開催。ニコニコ生放送でも有料チケット制で配信。
「あぐのんる〜むらぼ」番組イベント2024
2024年5月25日に星陵会館にて開催。
「あぐのんる〜むらぼ」番組イベント2025
2025年8月10日に星陵会館にて開催。